# Vinterståndare

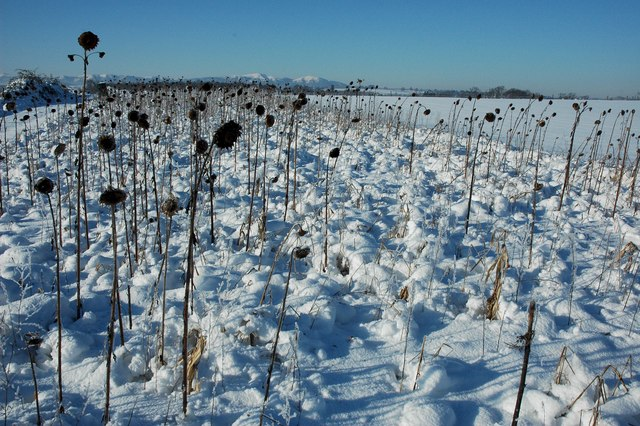
Vinterståndare av solros.

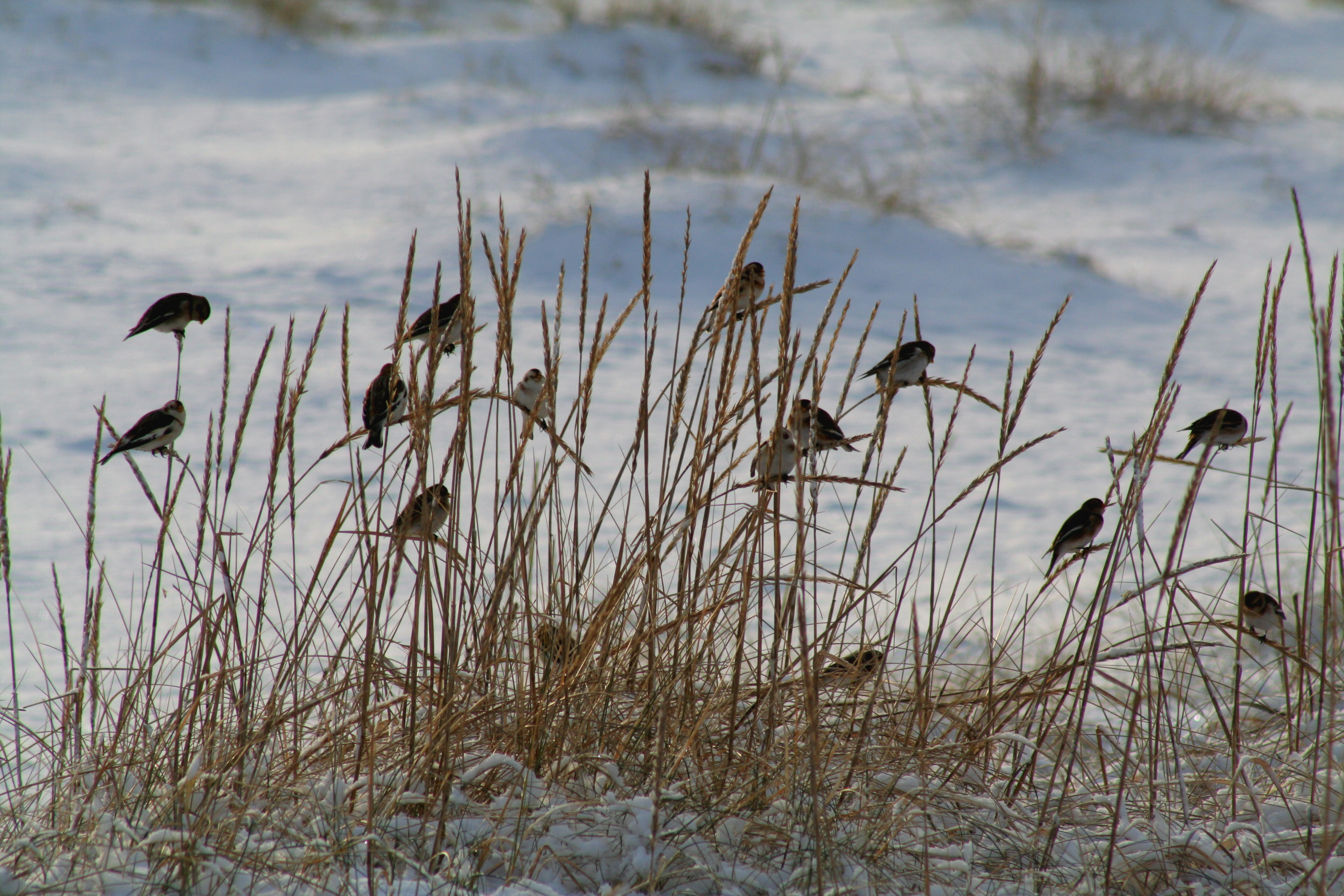
Flock med snösparvar som äter frön på vinterståndare av gräs.

Vinterståndare är en fruktställning av en örtartad, vissnad växt som står kvar under vintern. Genom att stjälken som bär frukter med frön sticker upp över snön sprids frön över stora avstånd med blåsten under vintern. Fröna kan även spridas med hjälp av djur. Vinterståndare är en viktig födokälla för många fröätande fåglar.
Exempel på växter med vinterståndare är blåklockor, flockfibbla, gråbo, gullris, hundkäx, hundloka, johannesört, kardborre, kungsljus, renfana, rölleka, rödblära, strandlysing, tallört, tistlar, vildmorot och älgört.
Vinterståndare kan även vara en tillgång i trädgården eftersom de pryder rabatter på vintern. Särskilt krollilja, kungsljus och fingerborgsblomma har vackra vinterståndare.